# 차시우야르

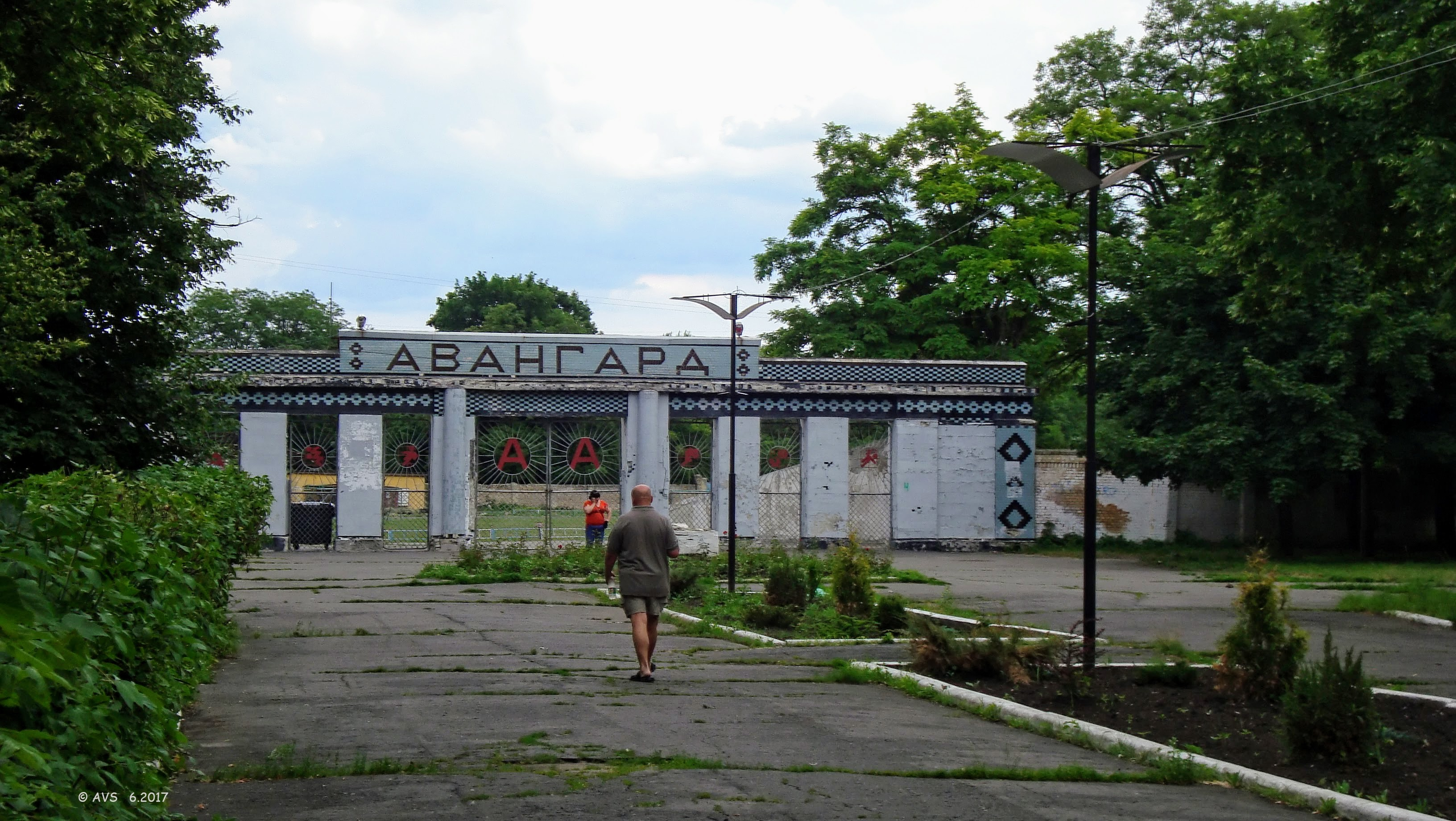
차시우야르에 위치한 아반하르드 경기장

차시우야르(우크라이나어: Часів Яр, 러시아어: Часов Яр)는 도네츠크주 바흐무트에서 서쪽으로 10km 떨어진 우크라이나의 도시이다. 바흐무트 전투 이후 러시아가 이 지역을 점령하기 위해 차시우야르 전투를 벌이고 있다.

## 인구

시기
시 문장

| 연도 | 인구   | ±% p.a. |
| ---- | ------ | ------- |
| 1989 | 19,804 | —       |
| 2001 | 16,767 | −1.38%  |
| 2013 | 13,999 | −1.49%  |
| 2022 | 12,250 | −1.47%  |

- 시기
- 시 문장